# 創世の龍 〜李世民 大唐建国記〜
『創世の龍 〜李世民 大唐建国記〜』（そうせいのりゅう りせいみん だいとうけんこくき、原題：開創盛世）は2006年の中国のテレビドラマ。全44話。

## 概要
中国史上最高の名君の一人と称えられる李世民が、唐の皇帝となるまでを描いた中国歴史ドラマ。

## あらすじ
西暦614年、隋朝2代皇帝・煬帝は、都を西の長安から東の洛陽に移す。各地で頻発する反隋の農民蜂起を憂う朝廷の重臣・庾質（ユシツ）は身を挺して遷都の中止を訴えるが、天下を手に入れて傲慢になった煬帝は、臣下の忠告に耳を貸そうとはしなかった。
そのころの隋では庾質のように皇帝に諫言する臣下はことごとく処罰され、李世民の父、李淵もその中の一人だった。

## スタッフ
- 監督：ワン・ウェンジェ
- 脚本：張輝力

## 主題歌
- 美麗的追憶（エンディング）[1]

作詞：陳小奇、作曲：程大兆、歌：朱樺

## 登場人物・出演者

### 主要人物
- 李世民：シェン・シャオハイ（中国語版）

李淵の次男。
- 月容公主（中国語版）：ソン・フェイフェイ（中国語版）

煬帝の娘。

### 隋王朝
- 煬帝：バオ・グオアン

隋の皇帝。
- 蕭皇后：薩仁高娃（中国語版）

煬帝の正室。
- 陳四：閩西丁

月容公主の宦官。
- 蕭瑀：王偉

蕭皇后の弟。
- 庾質（中国語版）：杜志国（中国語版）

隋の政治家。煬帝に諫言して獄中死した。
- 虞世基：呂卓達

隋の政治家。
- 封徳彝（中国語版）：劉奕君

虞世基の弟子。
- 宇文述：劉冠雄

隋の政治家。
- 宇文化及：チャオ・イー

宇文述の長男。
- 宇文美嬢（中国語版）：ヤオ・ディー（中国語版）

宇文述の養女。
- 屈突通：李振起

隋の将軍。
- 安伽佗（中国語版）：雷恪生（中国語版）

隋の方士。
- 王威（中国語版）：李保安

隋の政治家。太原の副留守。
- 高君雅（中国語版）：張又飛

隋の政治家。太原の副留守。

### 唐王朝
- 李淵：リウ・ウェンジ

煬帝の従兄。
- 李建成：ジャン・ズジェン（中国語版）

李淵の長男。
- 李元吉：楊冬

李淵の四男。
- 万貴妃（中国語版）：李萍

李淵の側室。
- 李智雲：呉成

李淵の万貴妃の間の子。
- 長孫無忌：張元栄

李世民の家臣。
- 長孫氏：宋暁娜

李世民の正室。
- 侯君集：馬傑

李世民の家臣。
- 独狐安：晋晗寧

李家の執事。
- 独狐本心：李鋒。

独狐安の兄で元は毋端児の配下。
- 劉政会：張大貴

太原で李元吉の目付け役。
- 李靖：劉滌非

李世民の家臣。
- 尹徳妃（中国語版）：張娜

李淵の側室。
- 張婕妤（中国語版）：宋松

李淵の側室。
- 裴寂：謝鋼

隋の政治家。太原で李淵に挙兵を勧める。
- 劉文静：蘇再強

隋の政治家。李密の親戚。
- 尉遅敬徳：張巍

元は劉武周の配下だったが李世民に投降した。本名は尉遅恭。敬徳は字。
- 杜如晦：周浩

文学館に集う学士。李世民の参謀。
- 房玄齢：胡安

文学館（後の弘文館）に集う学士。
- 張玄素（中国語版）

元は景州の役人で唐の官吏。

### 瓦崗軍
- 李密：李振起

瓦崗軍の盟主。魏公と名乗る。
- 魏徴：ホウ・ヨン（中国語版）

瓦崗軍の軍師。
- 程咬金：叶児江

瓦崗軍の武将。
- 秦叔宝：包海竜

瓦崗軍の武将。
- 王伯当：郭常辉

李密の腹心。
- 李世勣

元は李密の配下で黎陽を治める。元の姓は徐、字は懋功（茂功）。唐に帰順後、名を李勣に改める。

### 洛陽
- 越王・楊侗：崔彬斌

洛陽の留守。煬帝が殺されると、洛陽で皇帝に擁立され皇泰主と呼ばれる。
- 元文都：張呈祥

洛陽を守る文官。
- 王世充：李旗山

洛陽を守る武官。元文都と対立する。
- 段達：張洪涛

洛陽を守る文官。

### 突厥
- 始畢王：霍爾査

突厥の可汗。
- 突利：仁青頓珠（中国語版）

始畢王の息子。
- 頡利王：霍爾査

突厥の王。突利の叔父。
- 思力：楊帆

頡利王の配下。

### その他
- 薛仁杲（中国語版）：青天

西秦の王。
- 竇建徳：王文盛

夏王の王。
- 毋端児（中国語版）：森格

隋末の群賊の一人。

## 各話タイトル
- 第1話 口は禍のもと
- 第2話 新たな悩み
- 第3話 一石二鳥
- 第4話 九死に一生
- 第5話 必要な犠牲
- 第6話 頭角を現した若者
- 第7話 雁門の戦い
- 第8話 援軍来る
- 第9話 若者の功績
- 第10話 独りよがり
- 第11話 隋の威光
- 第12話 風前の灯
- 第13話 兄弟の心意気
- 第14話 騙し合い
- 第15話 優柔不断
- 第16話 忠義心
- 第17話 河東からの脱出
- 第18話 忠義の士
- 第19話 秋の長雨
- 第20話 巧妙な策略
- 第21話 ‘義軍’黄河を渡る
- 第22話 孤高の大将軍
- 第23話 煬帝崩御
- 第24話 それぞれの思惑
- 第25話 洛陽を制する者
- 第26話 自身の驕り
- 第27話 敵にまさる戦術
- 第28話 魔が差した英雄
- 第29話 度量の差
- 第30話 命の代価
- 第31話 唐の大黒柱
- 第32話 難攻不落の城
- 第33話 洛陽陥落
- 第34話 心の陰り
- 第35話 功績の差
- 第36話 皇太子の謀反
- 第37話 天を味方に･･･
- 第38話 李世民暗殺
- 第39話 玄武門の変
- 第40話 唐の太宗
- 第41話 対岸の大軍
- 第42話 皇帝の政策
- 第43話 忠臣と良臣
- 第44話 繁栄と平和

## DVD
- 日本版 『創世の龍 〜李世民 大唐建国記〜』DVD-BOX計4組
発売元：カルチュア・パブリッシャーズ、販売元：ジェネオン・ユニバーサル・エンターテイメントジャパン、2009年12月-2010年4月リリース